# Syzygium smalianum
Syzygium smalianum är en myrtenväxtart som först beskrevs av Dietrich Brandis, och fick sitt nu gällande namn av David Geoffrey Long. Syzygium smalianum ingår i släktet Syzygium och familjen myrtenväxter. Inga underarter finns listade i Catalogue of Life.